# Elizabeth (Kolorado)
Elizabeth – miasto w Stanach Zjednoczonych, w stanie Kolorado, w hrabstwie Elbert.